# Syllis filiformis
Syllis filiformis är en ringmaskart som beskrevs av Rullier 1972. Syllis filiformis ingår i släktet Syllis och familjen Syllidae. Inga underarter finns listade i Catalogue of Life.